# Touraine
Touraine (také Turon) je historický region střední Francie (Région Centre-Val de Loire) na jihozápad od Paříže s hlavním městem Tours. Ve středověku bylo územím hrabat a posléze vévodů z Touraine. Za územní reformy v roce 1790 byl na jeho místě zřízen département Indre-et-Loire a částečně i Indre, Loir-et-Cher a Vienne.
Podle oblasti se jmenuje geologické období Turon (nebo též Turonium).

## Geografie
Touraine tvoří část Pařížské pánve a protékají jím řeka Loira se svými přítoky Cher, Indre a Vienne. Kraj je znám jako vinařský a jako „zahrada Francie“, je zde řada zámků na Loiře a je tak vyhledávaným cílem turistů. Linka TGV Tours – Paříž ji spojuje s hlavním městem za hodinu jízdy.

## Historie
Název pochází od keltského kmene Turonů a kraj byl dlouho nezávislý. Od roku 1044 zde vládli Anjouovci (Plantagenetové), kteří se roku 1154 stali anglickými králi. Jejich hlavním sídlem zde byl zámek Chinon. Roku 1205 získal Touraine Filip II. August a roku 1429 se na zámku Chinon setkala Johanka z Arku s budoucím králem Karlem VII. V pozdním středověku a za renesance byla Touraine letním sídlem francouzských králů a za revoluce byla rozdělena na dva départementy.

## Zámky v Touraine

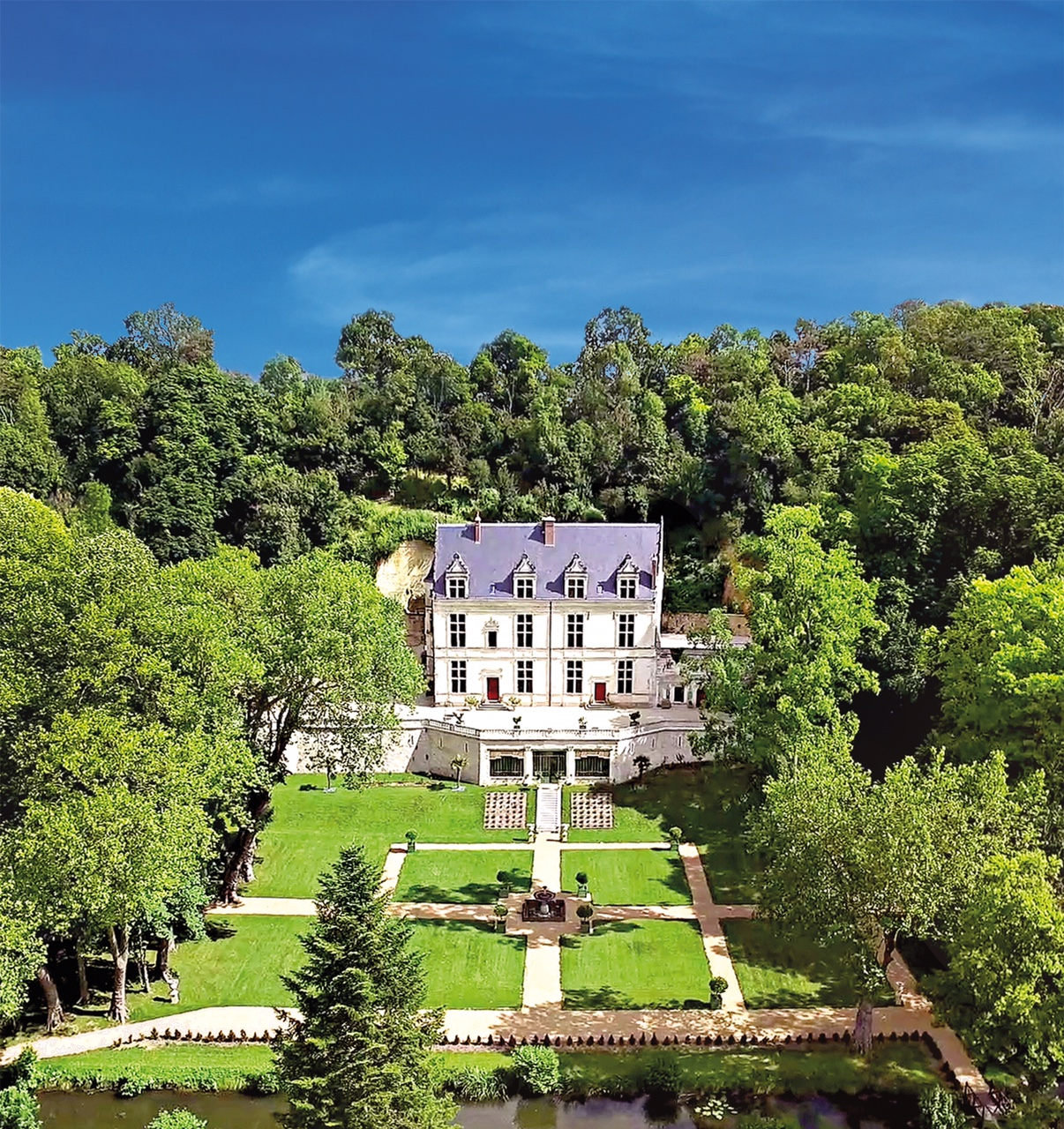
Château-Gaillard (Amboise)

Mezi hlavní turistické atrakce patří zámky Amboise, Azay-le-Rideau, Blois, Chaumont-sur-Loire, Chenonceau, Chinon, Langeais, Loches a Villandry.

## Slavní rodáci
- René Descartes
- François Rabelais
- Alfred de Vigny
- Honoré de Balzac.

Touraine v 18. století a dnešní departementy

Kromě toho v Amboise zemřel roku 1519 Leonardo da Vinci.